# Jan Liwacz

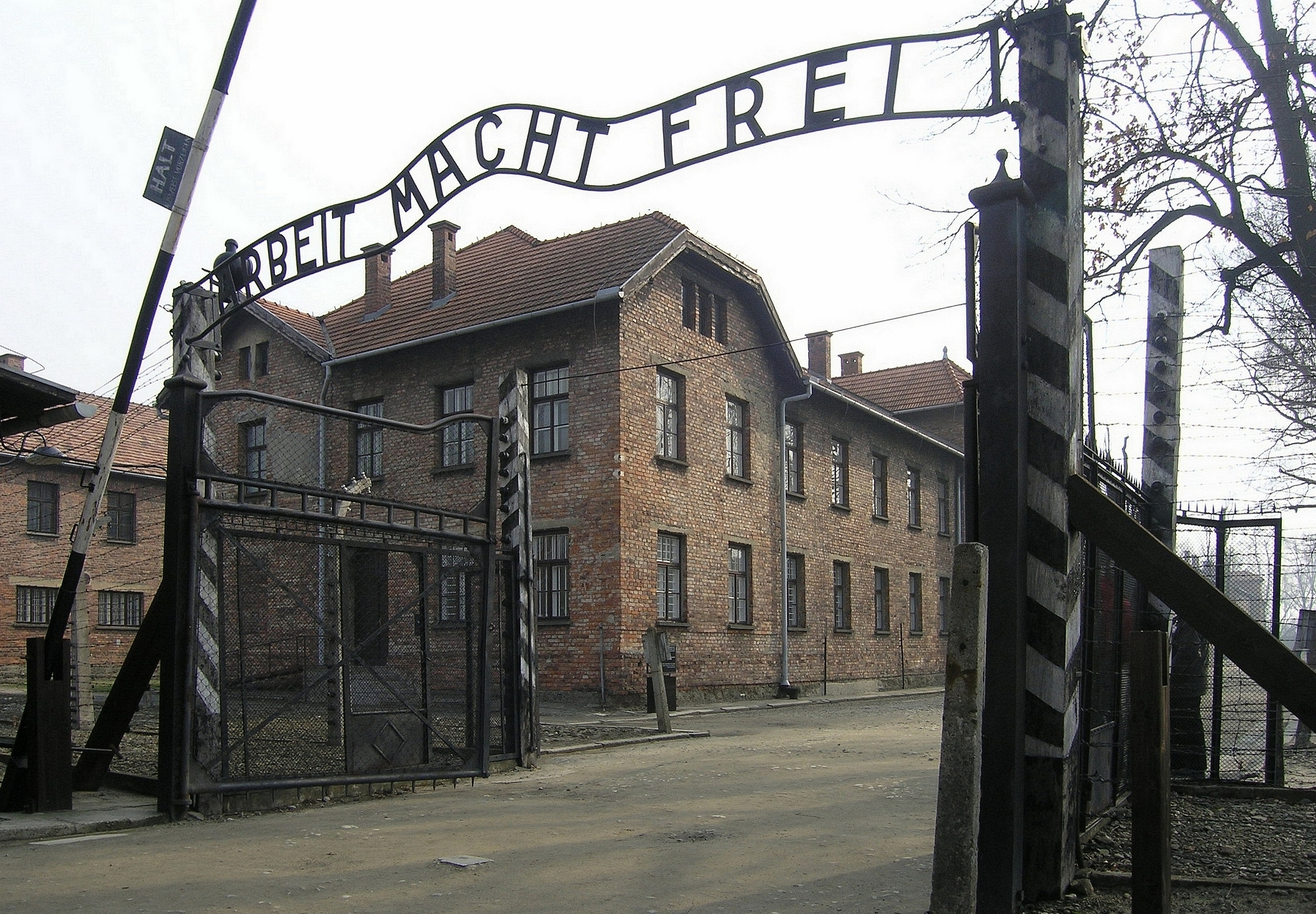
Der Eingang von Auschwitz I mit dem Schriftzug „Arbeit macht frei“.

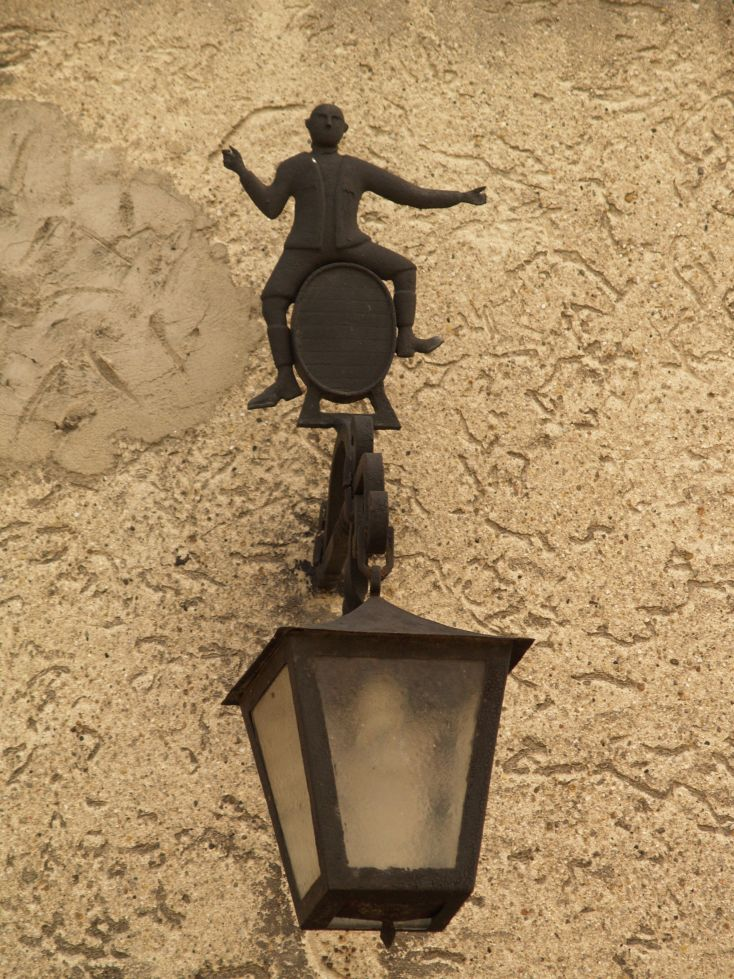
Lampe über dem Eingang zur Kantine in Auschwitz I

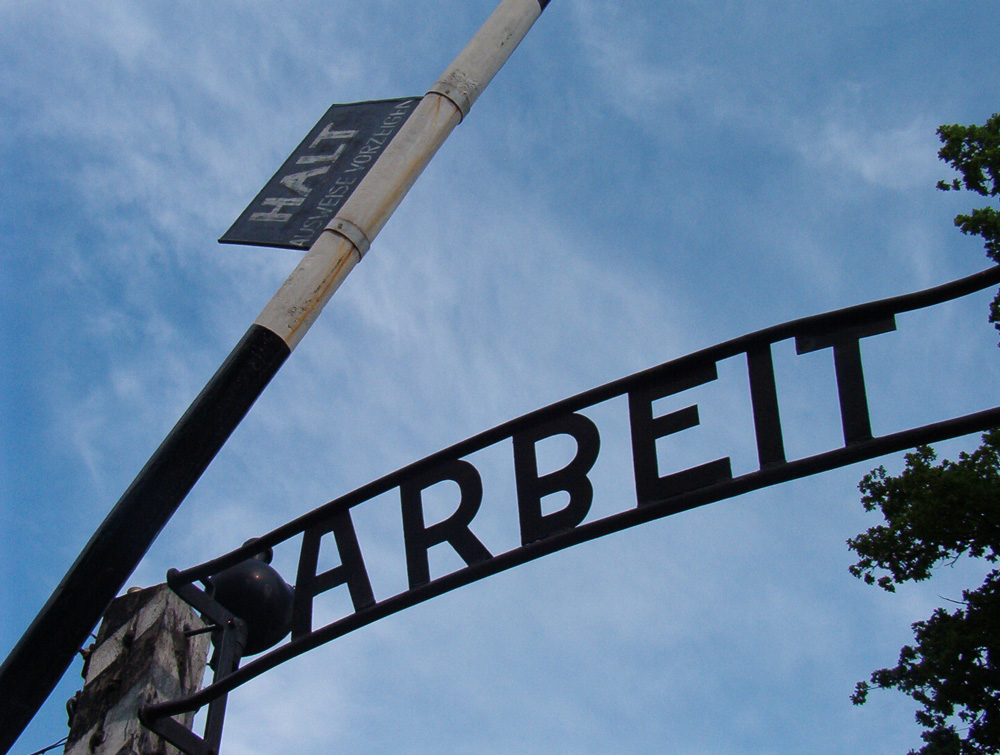
Schriftzug mit umgedrehtem B in Auschwitz I

Jan Liwacz (* 4. Oktober 1898 in Dukla; † 22. April 1980 in Bystrzyca Kłodzka) war ein polnischer Kunstschmied und Gefangener des Konzentrationslagers Auschwitz I.

## Gefangenschaft
Liwacz wurde am 16. Oktober 1939 in Bukowsko verhaftet und nach Gefängnisaufenthalten in Sanok, Krosno, Krakau und Nowy Wiśnicz am 20. Juni 1940 in das Konzentrationslager Auschwitz I deportiert. In Auschwitz arbeitete er als Kunstschlosser und fertigte Geländer, Gitter, Kronleuchter und Tierkreiszeichen. Im Stammlager war er beteiligt an den Schmiedearbeiten für das Eingangstor. Der umgedrehte Buchstabe B des zynischen Schriftzuges „Arbeit macht frei“, mit der kleineren Ausbuchtung nach unten, wird als Protestaktion verstanden.
Vom 8. Juni 1942 an und vom 30. März 1943 an überlebte er jeweils einige Tage in Isolationshaft im Bunker des Blocks Nr. 11. Im Dezember 1944 wurde er in das KZ Mauthausen verlegt. Im Nebenlager Ebensee dieses KZ wurde Liwacz am 6. Mai 1945 befreit. Nach dem Krieg arbeitete er in Bystrzyca Kłodzka als Kunstschmied.
Im Dezember 2009 wurde der Schriftzug von Kriminellen gestohlen und dabei schwer beschädigt. Die Täter wurden schnell gefasst und der Schriftzug restauriert.